# Døde i 2007
Døde i 2007 er en liste over notable personer, der er afgået ved døden i 2007. 

## Januar
| - Abbé Pierre |

- 8. januar – Iwao Takamoto, japansk-amerikansk tegner og animator (født 1925).
- 8. januar – Hans Jørgen Nielsen, dansk politiker og fagforeningsformand (født 1929).
- 9. januar – Benny E. Andersen, dansk musiker, komponist og teatermand (født 1934).
- 10. januar – Carlo Ponti, italiensk filmproducer (født 1912).
- 11. januar – Robert Anton Wilson, amerikansk forfatter (født 1932).
- 13. januar – Michael Brecker, amerikansk jazzsaxofonist (født 1949).
- 15. januar – Barzan Ibrahim al-Tikriti, tidligere leder af Iraks hemmelige tjeneste, Mukhabarat (født 1951).
- 16. januar – Rudolf August Oetker, tysk virksomhedsleder (født 1916).
- 16. januar – Erik Norby, dansk komponist (født 1936).
- 17. januar – Art Buchwald, amerikansk klummeskriver og humorist (født 1925).
- 19. januar – Denny Doherty, canadisk sanger og sangskriver i The Mamas & the Papas (født 1940).
- 19. januar – Hrant Dink, tyrkisk-armensk journalist og redaktør (født 1954) – myrdet.
- 22. januar – Abbé Pierre, fransk, katolsk præst og grundlægger af Emmaus-bevægelsen (født 1912).
- 23. januar – E. Howard Hunt, amerikansk forfatter og spion, ophavsmand til Watergate-skandalen (født 1918).
- 26. januar – Hans J. Wegner, dansk møbelarkitekt (født 1914)
- 27. januar – Anne Grete Hilding, dansk skuespiller (født 1924).

## Februar
| - Anna Nicole Smith - Dennis Johnson |

- 1. februar – Abu Laban, dansk imam (født 1948).
- 3. februar – Svend Gissel, dansk bibliotekar og historiker (født 1921).
- 6. februar – Bent Skovmand , dansk professor i plantegenetiske ressourcer (født 1945).
- 7. februar – Astrid Krog Halse, norsk lyriker (født 1914).
- 8. februar – Anna Nicole Smith, amerikansk model og tv-stjerne (født 1967).
- 9. februar – Ian Richardson, skotsk skuespiller (født 1934).
- 11. februar – Marianne Fredriksson, svensk forfatter og journalist (født 1927).
- 12. februar – Georg Buschner, østtysk fodboldtræner (født 1925).
- 13. februar – Holger Vistisen, dansk skuespiller (født 1932).
- 15. februar – Robert Adler, østrigsk-amerikansk fysiker og opfinder (født 1913).
- 15. februar – Ray Evans, amerikansk sangskriver (født 1915).
- 17. februar – Maurice Papon, fransk politiker og krigsforbryder (født 1910).
- 20. februar – Stine Bierlich, dansk skuespillerinde (født 1967).
- 20. februar – Carl-Henning Pedersen , dansk maler (født 1913).
- 21. februar – Hjalmar Havelund, dansk journalist og forfatter (født 1915).
- 22. februar – Fons Rademakers, hollandsk filminstruktør (født 1920).
- 22. februar – Dennis Johnson, amerikansk basketballspiller (født 1954)
- 24. februar – Bruce Bennett, amerikansk skuespiller (født 1906).
- 25. februar – Jytte Borberg, dansk forfatter (født 1917).

## Marts
| - Otto Brandenburg - Jean Baudrillard |

- 1. marts – Otto Brandenburg, dansk sanger og skuespiller (født 1934).
- 2. marts – Henri Troyat, fransk forfatter (født 1911).
- 4. marts – Børge Børresen, dansk sejlsportsmand og bådebygger (født 1919).
- 4. marts – Erling Lund Jensen, dansk pianist og lærer på bl.a. det kgl. musikkonservatorium (født 1956).
- 6. marts – Jean Baudrillard, fransk kulturteoretiker og filosof (født 1929).
- 6. marts – Mogens Olsen, dansk håndboldspiller (født 1932).
- 9. marts – Jørgen Meldgaard, dansk arkæolog og Grønlandsforsker (født 1927).
- 10. marts – Maj Scharff, dansk landskabsarkitekt (født 1950).
- 11. marts – Betty Hutton, amerikansk skuespiller og sanger (født 1921).
- 17. marts – Ernst Haefliger, schweizisk tenor (født 1919).
- 17. marts – John Backus, amerikansk datalog (født 1924).
- 18. marts – Axel Hindberg, dansk pianist, kapelmester, opfinder og multikunstner (født 1916).
- 23. marts – Johannes Aagaard, dansk teolog (født 1928).
- 24. marts – Ida Elisabeth Hammerich, dansk oversætter (født 1930).
- 27. marts – Paul C. Lauterbur, amerikansk kemiker og radiolog, nobelpristager (født 1929).

## April
| - Roscoe Lee Browne - Boris Jeltsin |

- 5. april – Werner Maser, tysk historiker (født 1922).
- 5. april – Maria Gripe, svensk forfatter (født 1923).
- 7. april – Barry Nelson, amerikansk skuespiller (født 1917), kendt som den første James Bond.
- 7. april – Johnny Hart, amerikansk tegneserieskaber (født 1931).
- 11. april – Roscoe Lee Browne, amerikansk skuespiller (født 1922).
- 11. april – Kurt Vonnegut, amerikansk forfatter (født 1922).
- 13. april – Birthe Arnbak, dansk forfatter (født 1923).
- 13. april – Svend Cedergreen Bech, dansk forfatter, historiker og redaktør (født 1920).
- 13. april – Jørgen Stærmose, kgl. dansk bygninginspektør og arkitekt (født 1920).
- 14. april – Svend Aage Madsen, dansk håndboldspiller (født 1919).
- 17. april – Kitty Carlisle Hart, amerikansk skuespillerinde (født 1910).
- 20. april – Andrew Hill, amerikansk jazzmusiker (født 1931).[1]
- 22. april – Edward Kofler, polsk-schweizisk matematiker (født 1911).
- 23. april – Boris Jeltsin, Ruslands præsident 1991-1999 (født 1931).
- 23. april - Rikki Septimus, sydafrikansk danser, musicalartist, koreograf og regissør (født 1931).
- 24. april – Alan Ball, engelsk fodboldspiller og -træner (født 1945).
- 24. april – Jørgen Røjel, dansk modstandsmand, læge og forfatter (født 1916).
- 28. april – Carl Friedrich von Weizsäcker, tysk fysiker og filosof (født 1912).
- 29. april – Arve Opsahl, norsk skuespiler (født 1921).
- 30. april – Gordon Scott, amerikansk skuespiller, 1950'ernes Tarzan (født 1926).
- 30. april – Grégory Lemarchal, fransk sanger (født 1983).

## Maj
| - Jerry Falwell |

- 3. maj – Wally Schirra, amerikansk astronaut (født 1923).
- 3. maj – Warja Honegger-Lavater, schweizisk illustrator (født 1913).
- 4. maj – Flemming Quaade, dansk læge og ernæringsekspert (født 1923).
- 5. maj – Johan Lange, dansk botaniker, magister og professor (født 1911).
- 7. maj – Bent Norup, dansk operasanger (født 1936).
- 8. maj – Ulrika Marseen, dansk billedhugger (født 1912).
- 10. maj – Vilhelm Wohlert, dansk arkitekt (født 1920).
- 11. maj – Malietoa Tanumafili 2., samoansk konge (født 1913).
- 12. maj – Palle Aarslev, dansk radiovært (født 1942).
- 12. maj – Kai Johansen, dansk fodboldspiller (født 1940).
- 15. maj – Jerry Falwell, amerikansk tv-prædikant (født 1933).
- 16. maj – Mary Douglas, engelsk antropolog (født 1921).
- 17. maj – Lloyd Alexander, amerikansk fantasy-forfatter (født 1924).
- 21. maj – Bøje Nielsen, dansk entrepanør og byggematador (født 1937).
- 23. maj – Kai Ginsborg, grundlægger af tøjdynastiet "Deres" (født 1919).
- 27. maj – Søs Drasbæk, dansk designer (født 1937).
- 28. maj – Jörg Immendorff, tysk maler (født 1945).
- 30. maj – Jean-Claude Brialy, fransk skuespiller (født 1933).

## Juni
| - Povel Ramel |

- 5. juni – Povel Ramel, svensk entertainer (født 1922).
- 8. juni – Aden Abdullah Osman Daar, somalisk præsident (født 1908).
- 8. juni – Gertrud Spliid, dansk operasanger (født 1941).
- 9. juni – Inger Hanmann, dansk maler og emaljekunstner (født 1918).
- 12. juni – Guy de Rothschild, fransk finansmand (født 1909).
- 13. juni – Jørgen Kastholm, dansk arkitekt og møbeldesigner (født 1931).
- 14. juni – Kurt Waldheim, østrigsk tidligere præsident og FN-generalsekretær (født 1918).
- 21. juni − Erhard Köster, tysk skuespiller (født 1926).
- 23. juni – Ellen Gilberg, dansk pianist (født 1914).
- 24. juni – Natasja, dansk rapper (født 1974).
- 24. juni – Chris Benoit, canadisk wrestler (født 1967).
- 25. juni – Abdus Salaam Madsen, dansk muslim og koranoversætter (født 1928).
- 26. juni – Torben Krogh, dansk journalist og redaktør (født 1943).

## Juli
| - Lady Bird Johnson - Ingmar Bergman |

- 1. juli – Jørgen Rømer, dansk kunsthistoriker og maler (født 1923).
- 11. juli – Lady Bird Johnson, tidligere amerikansk førstedame (født 1908).
- 12. juli – Jim Mitchell, amerikansk filminstruktør (født 1943).
- 12. juli – Jane Muus, dansk grafiker (født 1919).
- 23. juli – Zahir Shah, Afghanistans sidste konge (født 1914).
- 27. juli – Anders Thisted, dansk journalist og redaktør (født 1939).
- 30. juli – Ingmar Bergman, svensk filminstruktør (født 1918).
- 30. juli – Michelangelo Antonioni, italiensk filminstruktør (født 1912).

## August
| - Gaston Thorn - Miyoshi Umeki - Pierre Messmer |

- 1. august – Ryan Cox, sydafrikansk cykelrytter (født 1979).
- 3. august – Peter Thorup, dansk bluesmusiker (født 1948).
- 4. august – Lee Hazlewood, amerikansk sanger, sangskriver og producer (født 1929).
- 7. august – Per Henriksen, dansk landsholdsfodboldmålmand (født 1929).
- 23. august – Leif Hamre, norsk forfatter (født 1914).
- 24. august – Lars Foss, dansk civilingeniør (født 1924).
- 25. august – Raymond Barre, fransk økonom og premierminister (født 1924).
- 26. august – Gaston Thorn, luxembourgsk politiker og formand for Europa-Kommissionen (født 1928).
- 28. august – Miyoshi Umeki, japansk skuespillerinde (født 1929).
- 28. august – Antonio Puerta, spansk fodboldspiller (født 1984).
- 29. august – Pierre Messmer, fransk premierminister (født 1916).
- 29. august – Arnvid Meyer, dansk jazzmusiker (født 1927).

## September
| - Luciano Pavarotti - Jane Wyman - Colin McRae - Lois Maxwell |

- 5. september – Paul Gillmor, amerikansk politiker (født 1939).
- 6. september – Luciano Pavarotti, italiensk tenor (født 1935).
- 8. september – Arne Christiansen, dansk politiker (født 1925).
- 9. september – John Davidsen, dansk maler (født 1944).
- 10. september – Jane Wyman, amerikansk skuespiller (født 1914).
- 10. september – Anita Roddick, engelsk grundlægger. (født 1942).
- 11. september – Joe Zawinul, østrigskfødt amerikansk jazzmusiker (født 1932).
- 12. september – Isi Foighel, dansk politiker, minister og menneskerettighedsforkæmper (født 1927).
- 12. september – Vincent Lind, dansk teolog, præst, biskop og modstandsmand (født 1925).
- 15. september – Colin McRae, skotsk rallykører (født 1968) – helikopterstyrt.
- 20. september – Betina Märcher Dalgas, dansk tv-journalist (født 1971).
- 21. september – Ove Rud, dansk skuespiller (født 1923).
- 22. september – Marcel Marceau, fransk mimiker (født 1923).
- 24. september – André Gorz, østrigsk/fransk filosof (født 1923).
- 27. september – Nenad Bogdanović, serbisk politiker (født 1954).
- 27. september – Bo Hjalmar Brekke, officer i Frelsens Hær (født 1957).
- 29. september – Lois Maxwell, canadisk skuespillerinde (født 1927).

## Oktober
| - Deborah Kerr |

- 1. oktober – Al Oerter, amerikansk atlet (født 1936).
- 3. oktober – Tony Ryan, irsk forretningsmand og grundlægger af Ryanair (født 1936).
- 5. oktober – Walter Kempowski, tysk forfatter (født 1929).
- 11. oktober – Werner von Trapp, medlem af sanggruppen Trapp-Familie, kendt fra The Sound of Music (født 1915).
- 16. oktober – Deborah Kerr, skotsk skuespillerinde (født 1921).
- 17. oktober – Teresa Brewer, amerikansk sangerinde (født 1931).
- 25. oktober – Svend Engelund, dansk maler (født 1908).
- 25. oktober – Ingerlise Koefoed, dansk politiker og forfatter (født 1922).
- 25. oktober – Henning Ørnbak, dansk filminstruktør og manuskriptforfatter (født 1925).
- 26. oktober – Johannes Eckhoff, norsk skuespiller (født 1919).
- 26. oktober – Jørgen Falck, dansk direktør (født 1921).
- 26. oktober – Arthur Kornberg, amerikansk biokemiker (født 1918).

## November
| - Norman Mailer - Ian Smith |

- 1. november – Paul Tibbets, amerikansk pilot fra flyet, der kastede atombomben over Hiroshima (født 1915).
- 5. november – Nils Liedholm, svensk fodboldspiller og -træner (født 1922).
- 6. november – Holger Laumann, dansk musiker, komponist og pædagog (født 1942).
- 10. november – Norman Mailer, amerikansk forfatter (født 1923).
- 11. november – Delbert Mann, amerikansk filminstruktør (født 1920).
- 12. november – Ira Levin, amerikansk forfatter (født 1929).
- 12. november – Erik Knudsen, dansk forfatter (født 1922).
- 16. november – Grethe Kausland, norsk skuespiller (født 1947).
- 16. november – Trond Kirkvaag, norsk komiker og skuespiller (født 1946).
- 17. november – Dag Halvorsen, norsk journalist og udenrigskorrespondent (født 1934).
- 20. november – Ian Smith, rhodesisk premierminister (født 1919).
- 20. november – Lars E. Christiansen, dansk journalist og radiovært (født 1935).
- 22. november – Verity Lambert, britisk TV-producent (født 1935).
- 22. november – Maurice Béjart, fransk danser (født 1927).
- 23. november – Per Wiking, dansk tv-producer (født 1931).
- 25. november – Agnethe Davidsen, grønlandsk politiker (født 1947).
- 25. november – Kevin DuBrow, amerikansk heavy metal vokalist (født 1955).
- 27. november – Sean Taylor, amerikansk udøver af amerikansk fodbold (født 1983).
- 30. november – Evel Knievel, amerikansk motorcykelstuntman (født 1938).

## December
| - Karlheinz Stockhausen - Oscar Peterson - Benazir Bhutto |

- 1. december – Angelo Conterno, italiensk cykelrytter (født 1925).
- 1. december – Robert Risager, dansk maler og grafiker (født 1922).
- 3. december – Petter Løvik, norsk politiker (født 1949).
- 4. december – Chip Reese, amerikansk pokerspiller (født 1951).
- 5. december – Karlheinz Stockhausen, tysk komponist (født 1928).
- 9. december – Thore Skogman, svensk musiker (født 1931).
- 12. december – Ike Turner, amerikansk musiker og pladeproducer (født 1931).
- 16. december – Dan Fogelberg, amerikansk musiker (født 1951).
- 19. december – John A. Garraty, amerikansk historiker (født 1920).
- 20. december – Peer Hultberg, dansk forfatter og doktor (født 1935).
- 22. december – Lucien Teisseire, fransk cykelrytter (født 1919).
- 23. december – Oscar Peterson, canadisk jazzpianist (født 1925).
- 23. december – Hans Mild, svensk fodbold- og ishockeyspiller (født 1934).
- 23. december – Aloísio Lorscheider, brasiliansk kardinal (født 1924).
- 24. december – Andreas Matzbacher, østrigsk cykelrytter (født 1982).
- 27. december – Benazir Bhutto, pakistansk politiker (født 1953).
- 28. december – Hanne Passer, dansk tegner og kunstner (født 1943).
- 29. december – Phil O'Donnell, skotsk fodboldspiller (født 1972).
- 30. december – Laila Kaland, norsk politiker (født 1939).
- 30. december – Bert Bolin, svensk meteorolog og klimaforsker (født 1925).